# Pascal Garray
Pascal Garray   (Lieja, 12 de desembre de 1965 - Lieja, 17 de gener de 2017) va ser un autor de còmics belga, conegut pel seu treball a Els Barrufets de Peyo i Benet Tallaferro (conegut en holandès com Steven Sterk).

## Biografia
Pascal Garray va néixer el 12 de desembre de 1965 a Lieja. Després de les classes de còmic a l'Institut Saint-Luc de Lieja, Pascal Garray va col·laborar amb Frank Pé en la seva sèrie Broussaille, per a la qual va dissenyar cotxes i escenografia. El 1990 va entrar a la revista Spirou il·lustrant diverses seccions editorials. Després es va incorporar a l'estudi Peyo, on va aprendre del mestre homònim, durant dos anys, a dominar el dibuix i la posada en escena dels barrufets.
Va dibuixar 17 àlbums d'Els barrufets i 7 àlbums de Benet Tallaferro, del guionista Peyo i editats per primer cop al nostre país per Cavall Fort amb traducció d'Albert Jané.